# Sorbus prattii
Sorbus prattii är en rosväxtart som beskrevs av Emil Bernhard Koehne. Sorbus prattii ingår i släktet oxlar, och familjen rosväxter. Utöver nominatformen finns också underarten S. p. aestivalis.